# Cheskers
Cheskers (ou échecodames) est un jeu de plateau mélangeant les règles et les pions des dames et des échecs qui fut inventé par Solomon Golomb en 1948,.
|   | a | b | c | d | e | f | g | h |   |
| 8 | Cavalier noir sur case noire b8 · Roi noir sur case noire d8 · Roi noir sur case noire f8 · Fou noir sur case noire h8 · Pion noir sur case noire a7 · Pion noir sur case noire c7 · Pion noir sur case noire e7 · Pion noir sur case noire g7 · Pion noir sur case noire b6 · Pion noir sur case noire d6 · Pion noir sur case noire f6 · Pion noir sur case noire h6 · Pion blanc sur case noire a3 · Pion blanc sur case noire c3 · Pion blanc sur case noire e3 · Pion blanc sur case noire g3 · Pion blanc sur case noire b2 · Pion blanc sur case noire d2 · Pion blanc sur case noire f2 · Pion blanc sur case noire h2 · Fou blanc sur case noire a1 · Roi blanc sur case noire c1 · Roi blanc sur case noire e1 · Cavalier blanc sur case noire g1 | Cavalier noir sur case noire b8 · Roi noir sur case noire d8 · Roi noir sur case noire f8 · Fou noir sur case noire h8 · Pion noir sur case noire a7 · Pion noir sur case noire c7 · Pion noir sur case noire e7 · Pion noir sur case noire g7 · Pion noir sur case noire b6 · Pion noir sur case noire d6 · Pion noir sur case noire f6 · Pion noir sur case noire h6 · Pion blanc sur case noire a3 · Pion blanc sur case noire c3 · Pion blanc sur case noire e3 · Pion blanc sur case noire g3 · Pion blanc sur case noire b2 · Pion blanc sur case noire d2 · Pion blanc sur case noire f2 · Pion blanc sur case noire h2 · Fou blanc sur case noire a1 · Roi blanc sur case noire c1 · Roi blanc sur case noire e1 · Cavalier blanc sur case noire g1 | Cavalier noir sur case noire b8 · Roi noir sur case noire d8 · Roi noir sur case noire f8 · Fou noir sur case noire h8 · Pion noir sur case noire a7 · Pion noir sur case noire c7 · Pion noir sur case noire e7 · Pion noir sur case noire g7 · Pion noir sur case noire b6 · Pion noir sur case noire d6 · Pion noir sur case noire f6 · Pion noir sur case noire h6 · Pion blanc sur case noire a3 · Pion blanc sur case noire c3 · Pion blanc sur case noire e3 · Pion blanc sur case noire g3 · Pion blanc sur case noire b2 · Pion blanc sur case noire d2 · Pion blanc sur case noire f2 · Pion blanc sur case noire h2 · Fou blanc sur case noire a1 · Roi blanc sur case noire c1 · Roi blanc sur case noire e1 · Cavalier blanc sur case noire g1 | Cavalier noir sur case noire b8 · Roi noir sur case noire d8 · Roi noir sur case noire f8 · Fou noir sur case noire h8 · Pion noir sur case noire a7 · Pion noir sur case noire c7 · Pion noir sur case noire e7 · Pion noir sur case noire g7 · Pion noir sur case noire b6 · Pion noir sur case noire d6 · Pion noir sur case noire f6 · Pion noir sur case noire h6 · Pion blanc sur case noire a3 · Pion blanc sur case noire c3 · Pion blanc sur case noire e3 · Pion blanc sur case noire g3 · Pion blanc sur case noire b2 · Pion blanc sur case noire d2 · Pion blanc sur case noire f2 · Pion blanc sur case noire h2 · Fou blanc sur case noire a1 · Roi blanc sur case noire c1 · Roi blanc sur case noire e1 · Cavalier blanc sur case noire g1 | Cavalier noir sur case noire b8 · Roi noir sur case noire d8 · Roi noir sur case noire f8 · Fou noir sur case noire h8 · Pion noir sur case noire a7 · Pion noir sur case noire c7 · Pion noir sur case noire e7 · Pion noir sur case noire g7 · Pion noir sur case noire b6 · Pion noir sur case noire d6 · Pion noir sur case noire f6 · Pion noir sur case noire h6 · Pion blanc sur case noire a3 · Pion blanc sur case noire c3 · Pion blanc sur case noire e3 · Pion blanc sur case noire g3 · Pion blanc sur case noire b2 · Pion blanc sur case noire d2 · Pion blanc sur case noire f2 · Pion blanc sur case noire h2 · Fou blanc sur case noire a1 · Roi blanc sur case noire c1 · Roi blanc sur case noire e1 · Cavalier blanc sur case noire g1 | Cavalier noir sur case noire b8 · Roi noir sur case noire d8 · Roi noir sur case noire f8 · Fou noir sur case noire h8 · Pion noir sur case noire a7 · Pion noir sur case noire c7 · Pion noir sur case noire e7 · Pion noir sur case noire g7 · Pion noir sur case noire b6 · Pion noir sur case noire d6 · Pion noir sur case noire f6 · Pion noir sur case noire h6 · Pion blanc sur case noire a3 · Pion blanc sur case noire c3 · Pion blanc sur case noire e3 · Pion blanc sur case noire g3 · Pion blanc sur case noire b2 · Pion blanc sur case noire d2 · Pion blanc sur case noire f2 · Pion blanc sur case noire h2 · Fou blanc sur case noire a1 · Roi blanc sur case noire c1 · Roi blanc sur case noire e1 · Cavalier blanc sur case noire g1 | Cavalier noir sur case noire b8 · Roi noir sur case noire d8 · Roi noir sur case noire f8 · Fou noir sur case noire h8 · Pion noir sur case noire a7 · Pion noir sur case noire c7 · Pion noir sur case noire e7 · Pion noir sur case noire g7 · Pion noir sur case noire b6 · Pion noir sur case noire d6 · Pion noir sur case noire f6 · Pion noir sur case noire h6 · Pion blanc sur case noire a3 · Pion blanc sur case noire c3 · Pion blanc sur case noire e3 · Pion blanc sur case noire g3 · Pion blanc sur case noire b2 · Pion blanc sur case noire d2 · Pion blanc sur case noire f2 · Pion blanc sur case noire h2 · Fou blanc sur case noire a1 · Roi blanc sur case noire c1 · Roi blanc sur case noire e1 · Cavalier blanc sur case noire g1 | Cavalier noir sur case noire b8 · Roi noir sur case noire d8 · Roi noir sur case noire f8 · Fou noir sur case noire h8 · Pion noir sur case noire a7 · Pion noir sur case noire c7 · Pion noir sur case noire e7 · Pion noir sur case noire g7 · Pion noir sur case noire b6 · Pion noir sur case noire d6 · Pion noir sur case noire f6 · Pion noir sur case noire h6 · Pion blanc sur case noire a3 · Pion blanc sur case noire c3 · Pion blanc sur case noire e3 · Pion blanc sur case noire g3 · Pion blanc sur case noire b2 · Pion blanc sur case noire d2 · Pion blanc sur case noire f2 · Pion blanc sur case noire h2 · Fou blanc sur case noire a1 · Roi blanc sur case noire c1 · Roi blanc sur case noire e1 · Cavalier blanc sur case noire g1 | 8 |
| 7 | Cavalier noir sur case noire b8 · Roi noir sur case noire d8 · Roi noir sur case noire f8 · Fou noir sur case noire h8 · Pion noir sur case noire a7 · Pion noir sur case noire c7 · Pion noir sur case noire e7 · Pion noir sur case noire g7 · Pion noir sur case noire b6 · Pion noir sur case noire d6 · Pion noir sur case noire f6 · Pion noir sur case noire h6 · Pion blanc sur case noire a3 · Pion blanc sur case noire c3 · Pion blanc sur case noire e3 · Pion blanc sur case noire g3 · Pion blanc sur case noire b2 · Pion blanc sur case noire d2 · Pion blanc sur case noire f2 · Pion blanc sur case noire h2 · Fou blanc sur case noire a1 · Roi blanc sur case noire c1 · Roi blanc sur case noire e1 · Cavalier blanc sur case noire g1 | Cavalier noir sur case noire b8 · Roi noir sur case noire d8 · Roi noir sur case noire f8 · Fou noir sur case noire h8 · Pion noir sur case noire a7 · Pion noir sur case noire c7 · Pion noir sur case noire e7 · Pion noir sur case noire g7 · Pion noir sur case noire b6 · Pion noir sur case noire d6 · Pion noir sur case noire f6 · Pion noir sur case noire h6 · Pion blanc sur case noire a3 · Pion blanc sur case noire c3 · Pion blanc sur case noire e3 · Pion blanc sur case noire g3 · Pion blanc sur case noire b2 · Pion blanc sur case noire d2 · Pion blanc sur case noire f2 · Pion blanc sur case noire h2 · Fou blanc sur case noire a1 · Roi blanc sur case noire c1 · Roi blanc sur case noire e1 · Cavalier blanc sur case noire g1 | Cavalier noir sur case noire b8 · Roi noir sur case noire d8 · Roi noir sur case noire f8 · Fou noir sur case noire h8 · Pion noir sur case noire a7 · Pion noir sur case noire c7 · Pion noir sur case noire e7 · Pion noir sur case noire g7 · Pion noir sur case noire b6 · Pion noir sur case noire d6 · Pion noir sur case noire f6 · Pion noir sur case noire h6 · Pion blanc sur case noire a3 · Pion blanc sur case noire c3 · Pion blanc sur case noire e3 · Pion blanc sur case noire g3 · Pion blanc sur case noire b2 · Pion blanc sur case noire d2 · Pion blanc sur case noire f2 · Pion blanc sur case noire h2 · Fou blanc sur case noire a1 · Roi blanc sur case noire c1 · Roi blanc sur case noire e1 · Cavalier blanc sur case noire g1 | Cavalier noir sur case noire b8 · Roi noir sur case noire d8 · Roi noir sur case noire f8 · Fou noir sur case noire h8 · Pion noir sur case noire a7 · Pion noir sur case noire c7 · Pion noir sur case noire e7 · Pion noir sur case noire g7 · Pion noir sur case noire b6 · Pion noir sur case noire d6 · Pion noir sur case noire f6 · Pion noir sur case noire h6 · Pion blanc sur case noire a3 · Pion blanc sur case noire c3 · Pion blanc sur case noire e3 · Pion blanc sur case noire g3 · Pion blanc sur case noire b2 · Pion blanc sur case noire d2 · Pion blanc sur case noire f2 · Pion blanc sur case noire h2 · Fou blanc sur case noire a1 · Roi blanc sur case noire c1 · Roi blanc sur case noire e1 · Cavalier blanc sur case noire g1 | Cavalier noir sur case noire b8 · Roi noir sur case noire d8 · Roi noir sur case noire f8 · Fou noir sur case noire h8 · Pion noir sur case noire a7 · Pion noir sur case noire c7 · Pion noir sur case noire e7 · Pion noir sur case noire g7 · Pion noir sur case noire b6 · Pion noir sur case noire d6 · Pion noir sur case noire f6 · Pion noir sur case noire h6 · Pion blanc sur case noire a3 · Pion blanc sur case noire c3 · Pion blanc sur case noire e3 · Pion blanc sur case noire g3 · Pion blanc sur case noire b2 · Pion blanc sur case noire d2 · Pion blanc sur case noire f2 · Pion blanc sur case noire h2 · Fou blanc sur case noire a1 · Roi blanc sur case noire c1 · Roi blanc sur case noire e1 · Cavalier blanc sur case noire g1 | Cavalier noir sur case noire b8 · Roi noir sur case noire d8 · Roi noir sur case noire f8 · Fou noir sur case noire h8 · Pion noir sur case noire a7 · Pion noir sur case noire c7 · Pion noir sur case noire e7 · Pion noir sur case noire g7 · Pion noir sur case noire b6 · Pion noir sur case noire d6 · Pion noir sur case noire f6 · Pion noir sur case noire h6 · Pion blanc sur case noire a3 · Pion blanc sur case noire c3 · Pion blanc sur case noire e3 · Pion blanc sur case noire g3 · Pion blanc sur case noire b2 · Pion blanc sur case noire d2 · Pion blanc sur case noire f2 · Pion blanc sur case noire h2 · Fou blanc sur case noire a1 · Roi blanc sur case noire c1 · Roi blanc sur case noire e1 · Cavalier blanc sur case noire g1 | Cavalier noir sur case noire b8 · Roi noir sur case noire d8 · Roi noir sur case noire f8 · Fou noir sur case noire h8 · Pion noir sur case noire a7 · Pion noir sur case noire c7 · Pion noir sur case noire e7 · Pion noir sur case noire g7 · Pion noir sur case noire b6 · Pion noir sur case noire d6 · Pion noir sur case noire f6 · Pion noir sur case noire h6 · Pion blanc sur case noire a3 · Pion blanc sur case noire c3 · Pion blanc sur case noire e3 · Pion blanc sur case noire g3 · Pion blanc sur case noire b2 · Pion blanc sur case noire d2 · Pion blanc sur case noire f2 · Pion blanc sur case noire h2 · Fou blanc sur case noire a1 · Roi blanc sur case noire c1 · Roi blanc sur case noire e1 · Cavalier blanc sur case noire g1 | Cavalier noir sur case noire b8 · Roi noir sur case noire d8 · Roi noir sur case noire f8 · Fou noir sur case noire h8 · Pion noir sur case noire a7 · Pion noir sur case noire c7 · Pion noir sur case noire e7 · Pion noir sur case noire g7 · Pion noir sur case noire b6 · Pion noir sur case noire d6 · Pion noir sur case noire f6 · Pion noir sur case noire h6 · Pion blanc sur case noire a3 · Pion blanc sur case noire c3 · Pion blanc sur case noire e3 · Pion blanc sur case noire g3 · Pion blanc sur case noire b2 · Pion blanc sur case noire d2 · Pion blanc sur case noire f2 · Pion blanc sur case noire h2 · Fou blanc sur case noire a1 · Roi blanc sur case noire c1 · Roi blanc sur case noire e1 · Cavalier blanc sur case noire g1 | 7 |
| 6 | Cavalier noir sur case noire b8 · Roi noir sur case noire d8 · Roi noir sur case noire f8 · Fou noir sur case noire h8 · Pion noir sur case noire a7 · Pion noir sur case noire c7 · Pion noir sur case noire e7 · Pion noir sur case noire g7 · Pion noir sur case noire b6 · Pion noir sur case noire d6 · Pion noir sur case noire f6 · Pion noir sur case noire h6 · Pion blanc sur case noire a3 · Pion blanc sur case noire c3 · Pion blanc sur case noire e3 · Pion blanc sur case noire g3 · Pion blanc sur case noire b2 · Pion blanc sur case noire d2 · Pion blanc sur case noire f2 · Pion blanc sur case noire h2 · Fou blanc sur case noire a1 · Roi blanc sur case noire c1 · Roi blanc sur case noire e1 · Cavalier blanc sur case noire g1 | Cavalier noir sur case noire b8 · Roi noir sur case noire d8 · Roi noir sur case noire f8 · Fou noir sur case noire h8 · Pion noir sur case noire a7 · Pion noir sur case noire c7 · Pion noir sur case noire e7 · Pion noir sur case noire g7 · Pion noir sur case noire b6 · Pion noir sur case noire d6 · Pion noir sur case noire f6 · Pion noir sur case noire h6 · Pion blanc sur case noire a3 · Pion blanc sur case noire c3 · Pion blanc sur case noire e3 · Pion blanc sur case noire g3 · Pion blanc sur case noire b2 · Pion blanc sur case noire d2 · Pion blanc sur case noire f2 · Pion blanc sur case noire h2 · Fou blanc sur case noire a1 · Roi blanc sur case noire c1 · Roi blanc sur case noire e1 · Cavalier blanc sur case noire g1 | Cavalier noir sur case noire b8 · Roi noir sur case noire d8 · Roi noir sur case noire f8 · Fou noir sur case noire h8 · Pion noir sur case noire a7 · Pion noir sur case noire c7 · Pion noir sur case noire e7 · Pion noir sur case noire g7 · Pion noir sur case noire b6 · Pion noir sur case noire d6 · Pion noir sur case noire f6 · Pion noir sur case noire h6 · Pion blanc sur case noire a3 · Pion blanc sur case noire c3 · Pion blanc sur case noire e3 · Pion blanc sur case noire g3 · Pion blanc sur case noire b2 · Pion blanc sur case noire d2 · Pion blanc sur case noire f2 · Pion blanc sur case noire h2 · Fou blanc sur case noire a1 · Roi blanc sur case noire c1 · Roi blanc sur case noire e1 · Cavalier blanc sur case noire g1 | Cavalier noir sur case noire b8 · Roi noir sur case noire d8 · Roi noir sur case noire f8 · Fou noir sur case noire h8 · Pion noir sur case noire a7 · Pion noir sur case noire c7 · Pion noir sur case noire e7 · Pion noir sur case noire g7 · Pion noir sur case noire b6 · Pion noir sur case noire d6 · Pion noir sur case noire f6 · Pion noir sur case noire h6 · Pion blanc sur case noire a3 · Pion blanc sur case noire c3 · Pion blanc sur case noire e3 · Pion blanc sur case noire g3 · Pion blanc sur case noire b2 · Pion blanc sur case noire d2 · Pion blanc sur case noire f2 · Pion blanc sur case noire h2 · Fou blanc sur case noire a1 · Roi blanc sur case noire c1 · Roi blanc sur case noire e1 · Cavalier blanc sur case noire g1 | Cavalier noir sur case noire b8 · Roi noir sur case noire d8 · Roi noir sur case noire f8 · Fou noir sur case noire h8 · Pion noir sur case noire a7 · Pion noir sur case noire c7 · Pion noir sur case noire e7 · Pion noir sur case noire g7 · Pion noir sur case noire b6 · Pion noir sur case noire d6 · Pion noir sur case noire f6 · Pion noir sur case noire h6 · Pion blanc sur case noire a3 · Pion blanc sur case noire c3 · Pion blanc sur case noire e3 · Pion blanc sur case noire g3 · Pion blanc sur case noire b2 · Pion blanc sur case noire d2 · Pion blanc sur case noire f2 · Pion blanc sur case noire h2 · Fou blanc sur case noire a1 · Roi blanc sur case noire c1 · Roi blanc sur case noire e1 · Cavalier blanc sur case noire g1 | Cavalier noir sur case noire b8 · Roi noir sur case noire d8 · Roi noir sur case noire f8 · Fou noir sur case noire h8 · Pion noir sur case noire a7 · Pion noir sur case noire c7 · Pion noir sur case noire e7 · Pion noir sur case noire g7 · Pion noir sur case noire b6 · Pion noir sur case noire d6 · Pion noir sur case noire f6 · Pion noir sur case noire h6 · Pion blanc sur case noire a3 · Pion blanc sur case noire c3 · Pion blanc sur case noire e3 · Pion blanc sur case noire g3 · Pion blanc sur case noire b2 · Pion blanc sur case noire d2 · Pion blanc sur case noire f2 · Pion blanc sur case noire h2 · Fou blanc sur case noire a1 · Roi blanc sur case noire c1 · Roi blanc sur case noire e1 · Cavalier blanc sur case noire g1 | Cavalier noir sur case noire b8 · Roi noir sur case noire d8 · Roi noir sur case noire f8 · Fou noir sur case noire h8 · Pion noir sur case noire a7 · Pion noir sur case noire c7 · Pion noir sur case noire e7 · Pion noir sur case noire g7 · Pion noir sur case noire b6 · Pion noir sur case noire d6 · Pion noir sur case noire f6 · Pion noir sur case noire h6 · Pion blanc sur case noire a3 · Pion blanc sur case noire c3 · Pion blanc sur case noire e3 · Pion blanc sur case noire g3 · Pion blanc sur case noire b2 · Pion blanc sur case noire d2 · Pion blanc sur case noire f2 · Pion blanc sur case noire h2 · Fou blanc sur case noire a1 · Roi blanc sur case noire c1 · Roi blanc sur case noire e1 · Cavalier blanc sur case noire g1 | Cavalier noir sur case noire b8 · Roi noir sur case noire d8 · Roi noir sur case noire f8 · Fou noir sur case noire h8 · Pion noir sur case noire a7 · Pion noir sur case noire c7 · Pion noir sur case noire e7 · Pion noir sur case noire g7 · Pion noir sur case noire b6 · Pion noir sur case noire d6 · Pion noir sur case noire f6 · Pion noir sur case noire h6 · Pion blanc sur case noire a3 · Pion blanc sur case noire c3 · Pion blanc sur case noire e3 · Pion blanc sur case noire g3 · Pion blanc sur case noire b2 · Pion blanc sur case noire d2 · Pion blanc sur case noire f2 · Pion blanc sur case noire h2 · Fou blanc sur case noire a1 · Roi blanc sur case noire c1 · Roi blanc sur case noire e1 · Cavalier blanc sur case noire g1 | 6 |
| 5 | Cavalier noir sur case noire b8 · Roi noir sur case noire d8 · Roi noir sur case noire f8 · Fou noir sur case noire h8 · Pion noir sur case noire a7 · Pion noir sur case noire c7 · Pion noir sur case noire e7 · Pion noir sur case noire g7 · Pion noir sur case noire b6 · Pion noir sur case noire d6 · Pion noir sur case noire f6 · Pion noir sur case noire h6 · Pion blanc sur case noire a3 · Pion blanc sur case noire c3 · Pion blanc sur case noire e3 · Pion blanc sur case noire g3 · Pion blanc sur case noire b2 · Pion blanc sur case noire d2 · Pion blanc sur case noire f2 · Pion blanc sur case noire h2 · Fou blanc sur case noire a1 · Roi blanc sur case noire c1 · Roi blanc sur case noire e1 · Cavalier blanc sur case noire g1 | Cavalier noir sur case noire b8 · Roi noir sur case noire d8 · Roi noir sur case noire f8 · Fou noir sur case noire h8 · Pion noir sur case noire a7 · Pion noir sur case noire c7 · Pion noir sur case noire e7 · Pion noir sur case noire g7 · Pion noir sur case noire b6 · Pion noir sur case noire d6 · Pion noir sur case noire f6 · Pion noir sur case noire h6 · Pion blanc sur case noire a3 · Pion blanc sur case noire c3 · Pion blanc sur case noire e3 · Pion blanc sur case noire g3 · Pion blanc sur case noire b2 · Pion blanc sur case noire d2 · Pion blanc sur case noire f2 · Pion blanc sur case noire h2 · Fou blanc sur case noire a1 · Roi blanc sur case noire c1 · Roi blanc sur case noire e1 · Cavalier blanc sur case noire g1 | Cavalier noir sur case noire b8 · Roi noir sur case noire d8 · Roi noir sur case noire f8 · Fou noir sur case noire h8 · Pion noir sur case noire a7 · Pion noir sur case noire c7 · Pion noir sur case noire e7 · Pion noir sur case noire g7 · Pion noir sur case noire b6 · Pion noir sur case noire d6 · Pion noir sur case noire f6 · Pion noir sur case noire h6 · Pion blanc sur case noire a3 · Pion blanc sur case noire c3 · Pion blanc sur case noire e3 · Pion blanc sur case noire g3 · Pion blanc sur case noire b2 · Pion blanc sur case noire d2 · Pion blanc sur case noire f2 · Pion blanc sur case noire h2 · Fou blanc sur case noire a1 · Roi blanc sur case noire c1 · Roi blanc sur case noire e1 · Cavalier blanc sur case noire g1 | Cavalier noir sur case noire b8 · Roi noir sur case noire d8 · Roi noir sur case noire f8 · Fou noir sur case noire h8 · Pion noir sur case noire a7 · Pion noir sur case noire c7 · Pion noir sur case noire e7 · Pion noir sur case noire g7 · Pion noir sur case noire b6 · Pion noir sur case noire d6 · Pion noir sur case noire f6 · Pion noir sur case noire h6 · Pion blanc sur case noire a3 · Pion blanc sur case noire c3 · Pion blanc sur case noire e3 · Pion blanc sur case noire g3 · Pion blanc sur case noire b2 · Pion blanc sur case noire d2 · Pion blanc sur case noire f2 · Pion blanc sur case noire h2 · Fou blanc sur case noire a1 · Roi blanc sur case noire c1 · Roi blanc sur case noire e1 · Cavalier blanc sur case noire g1 | Cavalier noir sur case noire b8 · Roi noir sur case noire d8 · Roi noir sur case noire f8 · Fou noir sur case noire h8 · Pion noir sur case noire a7 · Pion noir sur case noire c7 · Pion noir sur case noire e7 · Pion noir sur case noire g7 · Pion noir sur case noire b6 · Pion noir sur case noire d6 · Pion noir sur case noire f6 · Pion noir sur case noire h6 · Pion blanc sur case noire a3 · Pion blanc sur case noire c3 · Pion blanc sur case noire e3 · Pion blanc sur case noire g3 · Pion blanc sur case noire b2 · Pion blanc sur case noire d2 · Pion blanc sur case noire f2 · Pion blanc sur case noire h2 · Fou blanc sur case noire a1 · Roi blanc sur case noire c1 · Roi blanc sur case noire e1 · Cavalier blanc sur case noire g1 | Cavalier noir sur case noire b8 · Roi noir sur case noire d8 · Roi noir sur case noire f8 · Fou noir sur case noire h8 · Pion noir sur case noire a7 · Pion noir sur case noire c7 · Pion noir sur case noire e7 · Pion noir sur case noire g7 · Pion noir sur case noire b6 · Pion noir sur case noire d6 · Pion noir sur case noire f6 · Pion noir sur case noire h6 · Pion blanc sur case noire a3 · Pion blanc sur case noire c3 · Pion blanc sur case noire e3 · Pion blanc sur case noire g3 · Pion blanc sur case noire b2 · Pion blanc sur case noire d2 · Pion blanc sur case noire f2 · Pion blanc sur case noire h2 · Fou blanc sur case noire a1 · Roi blanc sur case noire c1 · Roi blanc sur case noire e1 · Cavalier blanc sur case noire g1 | Cavalier noir sur case noire b8 · Roi noir sur case noire d8 · Roi noir sur case noire f8 · Fou noir sur case noire h8 · Pion noir sur case noire a7 · Pion noir sur case noire c7 · Pion noir sur case noire e7 · Pion noir sur case noire g7 · Pion noir sur case noire b6 · Pion noir sur case noire d6 · Pion noir sur case noire f6 · Pion noir sur case noire h6 · Pion blanc sur case noire a3 · Pion blanc sur case noire c3 · Pion blanc sur case noire e3 · Pion blanc sur case noire g3 · Pion blanc sur case noire b2 · Pion blanc sur case noire d2 · Pion blanc sur case noire f2 · Pion blanc sur case noire h2 · Fou blanc sur case noire a1 · Roi blanc sur case noire c1 · Roi blanc sur case noire e1 · Cavalier blanc sur case noire g1 | Cavalier noir sur case noire b8 · Roi noir sur case noire d8 · Roi noir sur case noire f8 · Fou noir sur case noire h8 · Pion noir sur case noire a7 · Pion noir sur case noire c7 · Pion noir sur case noire e7 · Pion noir sur case noire g7 · Pion noir sur case noire b6 · Pion noir sur case noire d6 · Pion noir sur case noire f6 · Pion noir sur case noire h6 · Pion blanc sur case noire a3 · Pion blanc sur case noire c3 · Pion blanc sur case noire e3 · Pion blanc sur case noire g3 · Pion blanc sur case noire b2 · Pion blanc sur case noire d2 · Pion blanc sur case noire f2 · Pion blanc sur case noire h2 · Fou blanc sur case noire a1 · Roi blanc sur case noire c1 · Roi blanc sur case noire e1 · Cavalier blanc sur case noire g1 | 5 |
| 4 | Cavalier noir sur case noire b8 · Roi noir sur case noire d8 · Roi noir sur case noire f8 · Fou noir sur case noire h8 · Pion noir sur case noire a7 · Pion noir sur case noire c7 · Pion noir sur case noire e7 · Pion noir sur case noire g7 · Pion noir sur case noire b6 · Pion noir sur case noire d6 · Pion noir sur case noire f6 · Pion noir sur case noire h6 · Pion blanc sur case noire a3 · Pion blanc sur case noire c3 · Pion blanc sur case noire e3 · Pion blanc sur case noire g3 · Pion blanc sur case noire b2 · Pion blanc sur case noire d2 · Pion blanc sur case noire f2 · Pion blanc sur case noire h2 · Fou blanc sur case noire a1 · Roi blanc sur case noire c1 · Roi blanc sur case noire e1 · Cavalier blanc sur case noire g1 | Cavalier noir sur case noire b8 · Roi noir sur case noire d8 · Roi noir sur case noire f8 · Fou noir sur case noire h8 · Pion noir sur case noire a7 · Pion noir sur case noire c7 · Pion noir sur case noire e7 · Pion noir sur case noire g7 · Pion noir sur case noire b6 · Pion noir sur case noire d6 · Pion noir sur case noire f6 · Pion noir sur case noire h6 · Pion blanc sur case noire a3 · Pion blanc sur case noire c3 · Pion blanc sur case noire e3 · Pion blanc sur case noire g3 · Pion blanc sur case noire b2 · Pion blanc sur case noire d2 · Pion blanc sur case noire f2 · Pion blanc sur case noire h2 · Fou blanc sur case noire a1 · Roi blanc sur case noire c1 · Roi blanc sur case noire e1 · Cavalier blanc sur case noire g1 | Cavalier noir sur case noire b8 · Roi noir sur case noire d8 · Roi noir sur case noire f8 · Fou noir sur case noire h8 · Pion noir sur case noire a7 · Pion noir sur case noire c7 · Pion noir sur case noire e7 · Pion noir sur case noire g7 · Pion noir sur case noire b6 · Pion noir sur case noire d6 · Pion noir sur case noire f6 · Pion noir sur case noire h6 · Pion blanc sur case noire a3 · Pion blanc sur case noire c3 · Pion blanc sur case noire e3 · Pion blanc sur case noire g3 · Pion blanc sur case noire b2 · Pion blanc sur case noire d2 · Pion blanc sur case noire f2 · Pion blanc sur case noire h2 · Fou blanc sur case noire a1 · Roi blanc sur case noire c1 · Roi blanc sur case noire e1 · Cavalier blanc sur case noire g1 | Cavalier noir sur case noire b8 · Roi noir sur case noire d8 · Roi noir sur case noire f8 · Fou noir sur case noire h8 · Pion noir sur case noire a7 · Pion noir sur case noire c7 · Pion noir sur case noire e7 · Pion noir sur case noire g7 · Pion noir sur case noire b6 · Pion noir sur case noire d6 · Pion noir sur case noire f6 · Pion noir sur case noire h6 · Pion blanc sur case noire a3 · Pion blanc sur case noire c3 · Pion blanc sur case noire e3 · Pion blanc sur case noire g3 · Pion blanc sur case noire b2 · Pion blanc sur case noire d2 · Pion blanc sur case noire f2 · Pion blanc sur case noire h2 · Fou blanc sur case noire a1 · Roi blanc sur case noire c1 · Roi blanc sur case noire e1 · Cavalier blanc sur case noire g1 | Cavalier noir sur case noire b8 · Roi noir sur case noire d8 · Roi noir sur case noire f8 · Fou noir sur case noire h8 · Pion noir sur case noire a7 · Pion noir sur case noire c7 · Pion noir sur case noire e7 · Pion noir sur case noire g7 · Pion noir sur case noire b6 · Pion noir sur case noire d6 · Pion noir sur case noire f6 · Pion noir sur case noire h6 · Pion blanc sur case noire a3 · Pion blanc sur case noire c3 · Pion blanc sur case noire e3 · Pion blanc sur case noire g3 · Pion blanc sur case noire b2 · Pion blanc sur case noire d2 · Pion blanc sur case noire f2 · Pion blanc sur case noire h2 · Fou blanc sur case noire a1 · Roi blanc sur case noire c1 · Roi blanc sur case noire e1 · Cavalier blanc sur case noire g1 | Cavalier noir sur case noire b8 · Roi noir sur case noire d8 · Roi noir sur case noire f8 · Fou noir sur case noire h8 · Pion noir sur case noire a7 · Pion noir sur case noire c7 · Pion noir sur case noire e7 · Pion noir sur case noire g7 · Pion noir sur case noire b6 · Pion noir sur case noire d6 · Pion noir sur case noire f6 · Pion noir sur case noire h6 · Pion blanc sur case noire a3 · Pion blanc sur case noire c3 · Pion blanc sur case noire e3 · Pion blanc sur case noire g3 · Pion blanc sur case noire b2 · Pion blanc sur case noire d2 · Pion blanc sur case noire f2 · Pion blanc sur case noire h2 · Fou blanc sur case noire a1 · Roi blanc sur case noire c1 · Roi blanc sur case noire e1 · Cavalier blanc sur case noire g1 | Cavalier noir sur case noire b8 · Roi noir sur case noire d8 · Roi noir sur case noire f8 · Fou noir sur case noire h8 · Pion noir sur case noire a7 · Pion noir sur case noire c7 · Pion noir sur case noire e7 · Pion noir sur case noire g7 · Pion noir sur case noire b6 · Pion noir sur case noire d6 · Pion noir sur case noire f6 · Pion noir sur case noire h6 · Pion blanc sur case noire a3 · Pion blanc sur case noire c3 · Pion blanc sur case noire e3 · Pion blanc sur case noire g3 · Pion blanc sur case noire b2 · Pion blanc sur case noire d2 · Pion blanc sur case noire f2 · Pion blanc sur case noire h2 · Fou blanc sur case noire a1 · Roi blanc sur case noire c1 · Roi blanc sur case noire e1 · Cavalier blanc sur case noire g1 | Cavalier noir sur case noire b8 · Roi noir sur case noire d8 · Roi noir sur case noire f8 · Fou noir sur case noire h8 · Pion noir sur case noire a7 · Pion noir sur case noire c7 · Pion noir sur case noire e7 · Pion noir sur case noire g7 · Pion noir sur case noire b6 · Pion noir sur case noire d6 · Pion noir sur case noire f6 · Pion noir sur case noire h6 · Pion blanc sur case noire a3 · Pion blanc sur case noire c3 · Pion blanc sur case noire e3 · Pion blanc sur case noire g3 · Pion blanc sur case noire b2 · Pion blanc sur case noire d2 · Pion blanc sur case noire f2 · Pion blanc sur case noire h2 · Fou blanc sur case noire a1 · Roi blanc sur case noire c1 · Roi blanc sur case noire e1 · Cavalier blanc sur case noire g1 | 4 |
| 3 | Cavalier noir sur case noire b8 · Roi noir sur case noire d8 · Roi noir sur case noire f8 · Fou noir sur case noire h8 · Pion noir sur case noire a7 · Pion noir sur case noire c7 · Pion noir sur case noire e7 · Pion noir sur case noire g7 · Pion noir sur case noire b6 · Pion noir sur case noire d6 · Pion noir sur case noire f6 · Pion noir sur case noire h6 · Pion blanc sur case noire a3 · Pion blanc sur case noire c3 · Pion blanc sur case noire e3 · Pion blanc sur case noire g3 · Pion blanc sur case noire b2 · Pion blanc sur case noire d2 · Pion blanc sur case noire f2 · Pion blanc sur case noire h2 · Fou blanc sur case noire a1 · Roi blanc sur case noire c1 · Roi blanc sur case noire e1 · Cavalier blanc sur case noire g1 | Cavalier noir sur case noire b8 · Roi noir sur case noire d8 · Roi noir sur case noire f8 · Fou noir sur case noire h8 · Pion noir sur case noire a7 · Pion noir sur case noire c7 · Pion noir sur case noire e7 · Pion noir sur case noire g7 · Pion noir sur case noire b6 · Pion noir sur case noire d6 · Pion noir sur case noire f6 · Pion noir sur case noire h6 · Pion blanc sur case noire a3 · Pion blanc sur case noire c3 · Pion blanc sur case noire e3 · Pion blanc sur case noire g3 · Pion blanc sur case noire b2 · Pion blanc sur case noire d2 · Pion blanc sur case noire f2 · Pion blanc sur case noire h2 · Fou blanc sur case noire a1 · Roi blanc sur case noire c1 · Roi blanc sur case noire e1 · Cavalier blanc sur case noire g1 | Cavalier noir sur case noire b8 · Roi noir sur case noire d8 · Roi noir sur case noire f8 · Fou noir sur case noire h8 · Pion noir sur case noire a7 · Pion noir sur case noire c7 · Pion noir sur case noire e7 · Pion noir sur case noire g7 · Pion noir sur case noire b6 · Pion noir sur case noire d6 · Pion noir sur case noire f6 · Pion noir sur case noire h6 · Pion blanc sur case noire a3 · Pion blanc sur case noire c3 · Pion blanc sur case noire e3 · Pion blanc sur case noire g3 · Pion blanc sur case noire b2 · Pion blanc sur case noire d2 · Pion blanc sur case noire f2 · Pion blanc sur case noire h2 · Fou blanc sur case noire a1 · Roi blanc sur case noire c1 · Roi blanc sur case noire e1 · Cavalier blanc sur case noire g1 | Cavalier noir sur case noire b8 · Roi noir sur case noire d8 · Roi noir sur case noire f8 · Fou noir sur case noire h8 · Pion noir sur case noire a7 · Pion noir sur case noire c7 · Pion noir sur case noire e7 · Pion noir sur case noire g7 · Pion noir sur case noire b6 · Pion noir sur case noire d6 · Pion noir sur case noire f6 · Pion noir sur case noire h6 · Pion blanc sur case noire a3 · Pion blanc sur case noire c3 · Pion blanc sur case noire e3 · Pion blanc sur case noire g3 · Pion blanc sur case noire b2 · Pion blanc sur case noire d2 · Pion blanc sur case noire f2 · Pion blanc sur case noire h2 · Fou blanc sur case noire a1 · Roi blanc sur case noire c1 · Roi blanc sur case noire e1 · Cavalier blanc sur case noire g1 | Cavalier noir sur case noire b8 · Roi noir sur case noire d8 · Roi noir sur case noire f8 · Fou noir sur case noire h8 · Pion noir sur case noire a7 · Pion noir sur case noire c7 · Pion noir sur case noire e7 · Pion noir sur case noire g7 · Pion noir sur case noire b6 · Pion noir sur case noire d6 · Pion noir sur case noire f6 · Pion noir sur case noire h6 · Pion blanc sur case noire a3 · Pion blanc sur case noire c3 · Pion blanc sur case noire e3 · Pion blanc sur case noire g3 · Pion blanc sur case noire b2 · Pion blanc sur case noire d2 · Pion blanc sur case noire f2 · Pion blanc sur case noire h2 · Fou blanc sur case noire a1 · Roi blanc sur case noire c1 · Roi blanc sur case noire e1 · Cavalier blanc sur case noire g1 | Cavalier noir sur case noire b8 · Roi noir sur case noire d8 · Roi noir sur case noire f8 · Fou noir sur case noire h8 · Pion noir sur case noire a7 · Pion noir sur case noire c7 · Pion noir sur case noire e7 · Pion noir sur case noire g7 · Pion noir sur case noire b6 · Pion noir sur case noire d6 · Pion noir sur case noire f6 · Pion noir sur case noire h6 · Pion blanc sur case noire a3 · Pion blanc sur case noire c3 · Pion blanc sur case noire e3 · Pion blanc sur case noire g3 · Pion blanc sur case noire b2 · Pion blanc sur case noire d2 · Pion blanc sur case noire f2 · Pion blanc sur case noire h2 · Fou blanc sur case noire a1 · Roi blanc sur case noire c1 · Roi blanc sur case noire e1 · Cavalier blanc sur case noire g1 | Cavalier noir sur case noire b8 · Roi noir sur case noire d8 · Roi noir sur case noire f8 · Fou noir sur case noire h8 · Pion noir sur case noire a7 · Pion noir sur case noire c7 · Pion noir sur case noire e7 · Pion noir sur case noire g7 · Pion noir sur case noire b6 · Pion noir sur case noire d6 · Pion noir sur case noire f6 · Pion noir sur case noire h6 · Pion blanc sur case noire a3 · Pion blanc sur case noire c3 · Pion blanc sur case noire e3 · Pion blanc sur case noire g3 · Pion blanc sur case noire b2 · Pion blanc sur case noire d2 · Pion blanc sur case noire f2 · Pion blanc sur case noire h2 · Fou blanc sur case noire a1 · Roi blanc sur case noire c1 · Roi blanc sur case noire e1 · Cavalier blanc sur case noire g1 | Cavalier noir sur case noire b8 · Roi noir sur case noire d8 · Roi noir sur case noire f8 · Fou noir sur case noire h8 · Pion noir sur case noire a7 · Pion noir sur case noire c7 · Pion noir sur case noire e7 · Pion noir sur case noire g7 · Pion noir sur case noire b6 · Pion noir sur case noire d6 · Pion noir sur case noire f6 · Pion noir sur case noire h6 · Pion blanc sur case noire a3 · Pion blanc sur case noire c3 · Pion blanc sur case noire e3 · Pion blanc sur case noire g3 · Pion blanc sur case noire b2 · Pion blanc sur case noire d2 · Pion blanc sur case noire f2 · Pion blanc sur case noire h2 · Fou blanc sur case noire a1 · Roi blanc sur case noire c1 · Roi blanc sur case noire e1 · Cavalier blanc sur case noire g1 | 3 |
| 2 | Cavalier noir sur case noire b8 · Roi noir sur case noire d8 · Roi noir sur case noire f8 · Fou noir sur case noire h8 · Pion noir sur case noire a7 · Pion noir sur case noire c7 · Pion noir sur case noire e7 · Pion noir sur case noire g7 · Pion noir sur case noire b6 · Pion noir sur case noire d6 · Pion noir sur case noire f6 · Pion noir sur case noire h6 · Pion blanc sur case noire a3 · Pion blanc sur case noire c3 · Pion blanc sur case noire e3 · Pion blanc sur case noire g3 · Pion blanc sur case noire b2 · Pion blanc sur case noire d2 · Pion blanc sur case noire f2 · Pion blanc sur case noire h2 · Fou blanc sur case noire a1 · Roi blanc sur case noire c1 · Roi blanc sur case noire e1 · Cavalier blanc sur case noire g1 | Cavalier noir sur case noire b8 · Roi noir sur case noire d8 · Roi noir sur case noire f8 · Fou noir sur case noire h8 · Pion noir sur case noire a7 · Pion noir sur case noire c7 · Pion noir sur case noire e7 · Pion noir sur case noire g7 · Pion noir sur case noire b6 · Pion noir sur case noire d6 · Pion noir sur case noire f6 · Pion noir sur case noire h6 · Pion blanc sur case noire a3 · Pion blanc sur case noire c3 · Pion blanc sur case noire e3 · Pion blanc sur case noire g3 · Pion blanc sur case noire b2 · Pion blanc sur case noire d2 · Pion blanc sur case noire f2 · Pion blanc sur case noire h2 · Fou blanc sur case noire a1 · Roi blanc sur case noire c1 · Roi blanc sur case noire e1 · Cavalier blanc sur case noire g1 | Cavalier noir sur case noire b8 · Roi noir sur case noire d8 · Roi noir sur case noire f8 · Fou noir sur case noire h8 · Pion noir sur case noire a7 · Pion noir sur case noire c7 · Pion noir sur case noire e7 · Pion noir sur case noire g7 · Pion noir sur case noire b6 · Pion noir sur case noire d6 · Pion noir sur case noire f6 · Pion noir sur case noire h6 · Pion blanc sur case noire a3 · Pion blanc sur case noire c3 · Pion blanc sur case noire e3 · Pion blanc sur case noire g3 · Pion blanc sur case noire b2 · Pion blanc sur case noire d2 · Pion blanc sur case noire f2 · Pion blanc sur case noire h2 · Fou blanc sur case noire a1 · Roi blanc sur case noire c1 · Roi blanc sur case noire e1 · Cavalier blanc sur case noire g1 | Cavalier noir sur case noire b8 · Roi noir sur case noire d8 · Roi noir sur case noire f8 · Fou noir sur case noire h8 · Pion noir sur case noire a7 · Pion noir sur case noire c7 · Pion noir sur case noire e7 · Pion noir sur case noire g7 · Pion noir sur case noire b6 · Pion noir sur case noire d6 · Pion noir sur case noire f6 · Pion noir sur case noire h6 · Pion blanc sur case noire a3 · Pion blanc sur case noire c3 · Pion blanc sur case noire e3 · Pion blanc sur case noire g3 · Pion blanc sur case noire b2 · Pion blanc sur case noire d2 · Pion blanc sur case noire f2 · Pion blanc sur case noire h2 · Fou blanc sur case noire a1 · Roi blanc sur case noire c1 · Roi blanc sur case noire e1 · Cavalier blanc sur case noire g1 | Cavalier noir sur case noire b8 · Roi noir sur case noire d8 · Roi noir sur case noire f8 · Fou noir sur case noire h8 · Pion noir sur case noire a7 · Pion noir sur case noire c7 · Pion noir sur case noire e7 · Pion noir sur case noire g7 · Pion noir sur case noire b6 · Pion noir sur case noire d6 · Pion noir sur case noire f6 · Pion noir sur case noire h6 · Pion blanc sur case noire a3 · Pion blanc sur case noire c3 · Pion blanc sur case noire e3 · Pion blanc sur case noire g3 · Pion blanc sur case noire b2 · Pion blanc sur case noire d2 · Pion blanc sur case noire f2 · Pion blanc sur case noire h2 · Fou blanc sur case noire a1 · Roi blanc sur case noire c1 · Roi blanc sur case noire e1 · Cavalier blanc sur case noire g1 | Cavalier noir sur case noire b8 · Roi noir sur case noire d8 · Roi noir sur case noire f8 · Fou noir sur case noire h8 · Pion noir sur case noire a7 · Pion noir sur case noire c7 · Pion noir sur case noire e7 · Pion noir sur case noire g7 · Pion noir sur case noire b6 · Pion noir sur case noire d6 · Pion noir sur case noire f6 · Pion noir sur case noire h6 · Pion blanc sur case noire a3 · Pion blanc sur case noire c3 · Pion blanc sur case noire e3 · Pion blanc sur case noire g3 · Pion blanc sur case noire b2 · Pion blanc sur case noire d2 · Pion blanc sur case noire f2 · Pion blanc sur case noire h2 · Fou blanc sur case noire a1 · Roi blanc sur case noire c1 · Roi blanc sur case noire e1 · Cavalier blanc sur case noire g1 | Cavalier noir sur case noire b8 · Roi noir sur case noire d8 · Roi noir sur case noire f8 · Fou noir sur case noire h8 · Pion noir sur case noire a7 · Pion noir sur case noire c7 · Pion noir sur case noire e7 · Pion noir sur case noire g7 · Pion noir sur case noire b6 · Pion noir sur case noire d6 · Pion noir sur case noire f6 · Pion noir sur case noire h6 · Pion blanc sur case noire a3 · Pion blanc sur case noire c3 · Pion blanc sur case noire e3 · Pion blanc sur case noire g3 · Pion blanc sur case noire b2 · Pion blanc sur case noire d2 · Pion blanc sur case noire f2 · Pion blanc sur case noire h2 · Fou blanc sur case noire a1 · Roi blanc sur case noire c1 · Roi blanc sur case noire e1 · Cavalier blanc sur case noire g1 | Cavalier noir sur case noire b8 · Roi noir sur case noire d8 · Roi noir sur case noire f8 · Fou noir sur case noire h8 · Pion noir sur case noire a7 · Pion noir sur case noire c7 · Pion noir sur case noire e7 · Pion noir sur case noire g7 · Pion noir sur case noire b6 · Pion noir sur case noire d6 · Pion noir sur case noire f6 · Pion noir sur case noire h6 · Pion blanc sur case noire a3 · Pion blanc sur case noire c3 · Pion blanc sur case noire e3 · Pion blanc sur case noire g3 · Pion blanc sur case noire b2 · Pion blanc sur case noire d2 · Pion blanc sur case noire f2 · Pion blanc sur case noire h2 · Fou blanc sur case noire a1 · Roi blanc sur case noire c1 · Roi blanc sur case noire e1 · Cavalier blanc sur case noire g1 | 2 |
| 1 | Cavalier noir sur case noire b8 · Roi noir sur case noire d8 · Roi noir sur case noire f8 · Fou noir sur case noire h8 · Pion noir sur case noire a7 · Pion noir sur case noire c7 · Pion noir sur case noire e7 · Pion noir sur case noire g7 · Pion noir sur case noire b6 · Pion noir sur case noire d6 · Pion noir sur case noire f6 · Pion noir sur case noire h6 · Pion blanc sur case noire a3 · Pion blanc sur case noire c3 · Pion blanc sur case noire e3 · Pion blanc sur case noire g3 · Pion blanc sur case noire b2 · Pion blanc sur case noire d2 · Pion blanc sur case noire f2 · Pion blanc sur case noire h2 · Fou blanc sur case noire a1 · Roi blanc sur case noire c1 · Roi blanc sur case noire e1 · Cavalier blanc sur case noire g1 | Cavalier noir sur case noire b8 · Roi noir sur case noire d8 · Roi noir sur case noire f8 · Fou noir sur case noire h8 · Pion noir sur case noire a7 · Pion noir sur case noire c7 · Pion noir sur case noire e7 · Pion noir sur case noire g7 · Pion noir sur case noire b6 · Pion noir sur case noire d6 · Pion noir sur case noire f6 · Pion noir sur case noire h6 · Pion blanc sur case noire a3 · Pion blanc sur case noire c3 · Pion blanc sur case noire e3 · Pion blanc sur case noire g3 · Pion blanc sur case noire b2 · Pion blanc sur case noire d2 · Pion blanc sur case noire f2 · Pion blanc sur case noire h2 · Fou blanc sur case noire a1 · Roi blanc sur case noire c1 · Roi blanc sur case noire e1 · Cavalier blanc sur case noire g1 | Cavalier noir sur case noire b8 · Roi noir sur case noire d8 · Roi noir sur case noire f8 · Fou noir sur case noire h8 · Pion noir sur case noire a7 · Pion noir sur case noire c7 · Pion noir sur case noire e7 · Pion noir sur case noire g7 · Pion noir sur case noire b6 · Pion noir sur case noire d6 · Pion noir sur case noire f6 · Pion noir sur case noire h6 · Pion blanc sur case noire a3 · Pion blanc sur case noire c3 · Pion blanc sur case noire e3 · Pion blanc sur case noire g3 · Pion blanc sur case noire b2 · Pion blanc sur case noire d2 · Pion blanc sur case noire f2 · Pion blanc sur case noire h2 · Fou blanc sur case noire a1 · Roi blanc sur case noire c1 · Roi blanc sur case noire e1 · Cavalier blanc sur case noire g1 | Cavalier noir sur case noire b8 · Roi noir sur case noire d8 · Roi noir sur case noire f8 · Fou noir sur case noire h8 · Pion noir sur case noire a7 · Pion noir sur case noire c7 · Pion noir sur case noire e7 · Pion noir sur case noire g7 · Pion noir sur case noire b6 · Pion noir sur case noire d6 · Pion noir sur case noire f6 · Pion noir sur case noire h6 · Pion blanc sur case noire a3 · Pion blanc sur case noire c3 · Pion blanc sur case noire e3 · Pion blanc sur case noire g3 · Pion blanc sur case noire b2 · Pion blanc sur case noire d2 · Pion blanc sur case noire f2 · Pion blanc sur case noire h2 · Fou blanc sur case noire a1 · Roi blanc sur case noire c1 · Roi blanc sur case noire e1 · Cavalier blanc sur case noire g1 | Cavalier noir sur case noire b8 · Roi noir sur case noire d8 · Roi noir sur case noire f8 · Fou noir sur case noire h8 · Pion noir sur case noire a7 · Pion noir sur case noire c7 · Pion noir sur case noire e7 · Pion noir sur case noire g7 · Pion noir sur case noire b6 · Pion noir sur case noire d6 · Pion noir sur case noire f6 · Pion noir sur case noire h6 · Pion blanc sur case noire a3 · Pion blanc sur case noire c3 · Pion blanc sur case noire e3 · Pion blanc sur case noire g3 · Pion blanc sur case noire b2 · Pion blanc sur case noire d2 · Pion blanc sur case noire f2 · Pion blanc sur case noire h2 · Fou blanc sur case noire a1 · Roi blanc sur case noire c1 · Roi blanc sur case noire e1 · Cavalier blanc sur case noire g1 | Cavalier noir sur case noire b8 · Roi noir sur case noire d8 · Roi noir sur case noire f8 · Fou noir sur case noire h8 · Pion noir sur case noire a7 · Pion noir sur case noire c7 · Pion noir sur case noire e7 · Pion noir sur case noire g7 · Pion noir sur case noire b6 · Pion noir sur case noire d6 · Pion noir sur case noire f6 · Pion noir sur case noire h6 · Pion blanc sur case noire a3 · Pion blanc sur case noire c3 · Pion blanc sur case noire e3 · Pion blanc sur case noire g3 · Pion blanc sur case noire b2 · Pion blanc sur case noire d2 · Pion blanc sur case noire f2 · Pion blanc sur case noire h2 · Fou blanc sur case noire a1 · Roi blanc sur case noire c1 · Roi blanc sur case noire e1 · Cavalier blanc sur case noire g1 | Cavalier noir sur case noire b8 · Roi noir sur case noire d8 · Roi noir sur case noire f8 · Fou noir sur case noire h8 · Pion noir sur case noire a7 · Pion noir sur case noire c7 · Pion noir sur case noire e7 · Pion noir sur case noire g7 · Pion noir sur case noire b6 · Pion noir sur case noire d6 · Pion noir sur case noire f6 · Pion noir sur case noire h6 · Pion blanc sur case noire a3 · Pion blanc sur case noire c3 · Pion blanc sur case noire e3 · Pion blanc sur case noire g3 · Pion blanc sur case noire b2 · Pion blanc sur case noire d2 · Pion blanc sur case noire f2 · Pion blanc sur case noire h2 · Fou blanc sur case noire a1 · Roi blanc sur case noire c1 · Roi blanc sur case noire e1 · Cavalier blanc sur case noire g1 | Cavalier noir sur case noire b8 · Roi noir sur case noire d8 · Roi noir sur case noire f8 · Fou noir sur case noire h8 · Pion noir sur case noire a7 · Pion noir sur case noire c7 · Pion noir sur case noire e7 · Pion noir sur case noire g7 · Pion noir sur case noire b6 · Pion noir sur case noire d6 · Pion noir sur case noire f6 · Pion noir sur case noire h6 · Pion blanc sur case noire a3 · Pion blanc sur case noire c3 · Pion blanc sur case noire e3 · Pion blanc sur case noire g3 · Pion blanc sur case noire b2 · Pion blanc sur case noire d2 · Pion blanc sur case noire f2 · Pion blanc sur case noire h2 · Fou blanc sur case noire a1 · Roi blanc sur case noire c1 · Roi blanc sur case noire e1 · Cavalier blanc sur case noire g1 | 1 |
|   | a | b | c | d | e | f | g | h |   |

|   | a | b | c | d | e | f | g | h |   |
| 8 | Fou noir sur case noire b8 · croix noire sur case noire a7 · croix noire sur case noire c7 · Pion noir sur case noire g7 · croix noire sur case noire d6 · cercle noir sur case noire f6 · cercle noir sur case noire h6 · cercle blanc sur case noire a5 · cercle blanc sur case noire c5 · croix noire sur case noire e5 · Roi blanc sur case noire b4 · croix blanche sur case noire f4 · croix blanche sur case noire h4 · cercle blanc sur case noire a3 · cercle blanc sur case noire c3 · croix noire sur case noire g3 · croix blanche sur case noire d2 · croix noire sur case noire h2 · Cavalier blanc sur case noire g1 | Fou noir sur case noire b8 · croix noire sur case noire a7 · croix noire sur case noire c7 · Pion noir sur case noire g7 · croix noire sur case noire d6 · cercle noir sur case noire f6 · cercle noir sur case noire h6 · cercle blanc sur case noire a5 · cercle blanc sur case noire c5 · croix noire sur case noire e5 · Roi blanc sur case noire b4 · croix blanche sur case noire f4 · croix blanche sur case noire h4 · cercle blanc sur case noire a3 · cercle blanc sur case noire c3 · croix noire sur case noire g3 · croix blanche sur case noire d2 · croix noire sur case noire h2 · Cavalier blanc sur case noire g1 | Fou noir sur case noire b8 · croix noire sur case noire a7 · croix noire sur case noire c7 · Pion noir sur case noire g7 · croix noire sur case noire d6 · cercle noir sur case noire f6 · cercle noir sur case noire h6 · cercle blanc sur case noire a5 · cercle blanc sur case noire c5 · croix noire sur case noire e5 · Roi blanc sur case noire b4 · croix blanche sur case noire f4 · croix blanche sur case noire h4 · cercle blanc sur case noire a3 · cercle blanc sur case noire c3 · croix noire sur case noire g3 · croix blanche sur case noire d2 · croix noire sur case noire h2 · Cavalier blanc sur case noire g1 | Fou noir sur case noire b8 · croix noire sur case noire a7 · croix noire sur case noire c7 · Pion noir sur case noire g7 · croix noire sur case noire d6 · cercle noir sur case noire f6 · cercle noir sur case noire h6 · cercle blanc sur case noire a5 · cercle blanc sur case noire c5 · croix noire sur case noire e5 · Roi blanc sur case noire b4 · croix blanche sur case noire f4 · croix blanche sur case noire h4 · cercle blanc sur case noire a3 · cercle blanc sur case noire c3 · croix noire sur case noire g3 · croix blanche sur case noire d2 · croix noire sur case noire h2 · Cavalier blanc sur case noire g1 | Fou noir sur case noire b8 · croix noire sur case noire a7 · croix noire sur case noire c7 · Pion noir sur case noire g7 · croix noire sur case noire d6 · cercle noir sur case noire f6 · cercle noir sur case noire h6 · cercle blanc sur case noire a5 · cercle blanc sur case noire c5 · croix noire sur case noire e5 · Roi blanc sur case noire b4 · croix blanche sur case noire f4 · croix blanche sur case noire h4 · cercle blanc sur case noire a3 · cercle blanc sur case noire c3 · croix noire sur case noire g3 · croix blanche sur case noire d2 · croix noire sur case noire h2 · Cavalier blanc sur case noire g1 | Fou noir sur case noire b8 · croix noire sur case noire a7 · croix noire sur case noire c7 · Pion noir sur case noire g7 · croix noire sur case noire d6 · cercle noir sur case noire f6 · cercle noir sur case noire h6 · cercle blanc sur case noire a5 · cercle blanc sur case noire c5 · croix noire sur case noire e5 · Roi blanc sur case noire b4 · croix blanche sur case noire f4 · croix blanche sur case noire h4 · cercle blanc sur case noire a3 · cercle blanc sur case noire c3 · croix noire sur case noire g3 · croix blanche sur case noire d2 · croix noire sur case noire h2 · Cavalier blanc sur case noire g1 | Fou noir sur case noire b8 · croix noire sur case noire a7 · croix noire sur case noire c7 · Pion noir sur case noire g7 · croix noire sur case noire d6 · cercle noir sur case noire f6 · cercle noir sur case noire h6 · cercle blanc sur case noire a5 · cercle blanc sur case noire c5 · croix noire sur case noire e5 · Roi blanc sur case noire b4 · croix blanche sur case noire f4 · croix blanche sur case noire h4 · cercle blanc sur case noire a3 · cercle blanc sur case noire c3 · croix noire sur case noire g3 · croix blanche sur case noire d2 · croix noire sur case noire h2 · Cavalier blanc sur case noire g1 | Fou noir sur case noire b8 · croix noire sur case noire a7 · croix noire sur case noire c7 · Pion noir sur case noire g7 · croix noire sur case noire d6 · cercle noir sur case noire f6 · cercle noir sur case noire h6 · cercle blanc sur case noire a5 · cercle blanc sur case noire c5 · croix noire sur case noire e5 · Roi blanc sur case noire b4 · croix blanche sur case noire f4 · croix blanche sur case noire h4 · cercle blanc sur case noire a3 · cercle blanc sur case noire c3 · croix noire sur case noire g3 · croix blanche sur case noire d2 · croix noire sur case noire h2 · Cavalier blanc sur case noire g1 | 8 |
| 7 | Fou noir sur case noire b8 · croix noire sur case noire a7 · croix noire sur case noire c7 · Pion noir sur case noire g7 · croix noire sur case noire d6 · cercle noir sur case noire f6 · cercle noir sur case noire h6 · cercle blanc sur case noire a5 · cercle blanc sur case noire c5 · croix noire sur case noire e5 · Roi blanc sur case noire b4 · croix blanche sur case noire f4 · croix blanche sur case noire h4 · cercle blanc sur case noire a3 · cercle blanc sur case noire c3 · croix noire sur case noire g3 · croix blanche sur case noire d2 · croix noire sur case noire h2 · Cavalier blanc sur case noire g1 | Fou noir sur case noire b8 · croix noire sur case noire a7 · croix noire sur case noire c7 · Pion noir sur case noire g7 · croix noire sur case noire d6 · cercle noir sur case noire f6 · cercle noir sur case noire h6 · cercle blanc sur case noire a5 · cercle blanc sur case noire c5 · croix noire sur case noire e5 · Roi blanc sur case noire b4 · croix blanche sur case noire f4 · croix blanche sur case noire h4 · cercle blanc sur case noire a3 · cercle blanc sur case noire c3 · croix noire sur case noire g3 · croix blanche sur case noire d2 · croix noire sur case noire h2 · Cavalier blanc sur case noire g1 | Fou noir sur case noire b8 · croix noire sur case noire a7 · croix noire sur case noire c7 · Pion noir sur case noire g7 · croix noire sur case noire d6 · cercle noir sur case noire f6 · cercle noir sur case noire h6 · cercle blanc sur case noire a5 · cercle blanc sur case noire c5 · croix noire sur case noire e5 · Roi blanc sur case noire b4 · croix blanche sur case noire f4 · croix blanche sur case noire h4 · cercle blanc sur case noire a3 · cercle blanc sur case noire c3 · croix noire sur case noire g3 · croix blanche sur case noire d2 · croix noire sur case noire h2 · Cavalier blanc sur case noire g1 | Fou noir sur case noire b8 · croix noire sur case noire a7 · croix noire sur case noire c7 · Pion noir sur case noire g7 · croix noire sur case noire d6 · cercle noir sur case noire f6 · cercle noir sur case noire h6 · cercle blanc sur case noire a5 · cercle blanc sur case noire c5 · croix noire sur case noire e5 · Roi blanc sur case noire b4 · croix blanche sur case noire f4 · croix blanche sur case noire h4 · cercle blanc sur case noire a3 · cercle blanc sur case noire c3 · croix noire sur case noire g3 · croix blanche sur case noire d2 · croix noire sur case noire h2 · Cavalier blanc sur case noire g1 | Fou noir sur case noire b8 · croix noire sur case noire a7 · croix noire sur case noire c7 · Pion noir sur case noire g7 · croix noire sur case noire d6 · cercle noir sur case noire f6 · cercle noir sur case noire h6 · cercle blanc sur case noire a5 · cercle blanc sur case noire c5 · croix noire sur case noire e5 · Roi blanc sur case noire b4 · croix blanche sur case noire f4 · croix blanche sur case noire h4 · cercle blanc sur case noire a3 · cercle blanc sur case noire c3 · croix noire sur case noire g3 · croix blanche sur case noire d2 · croix noire sur case noire h2 · Cavalier blanc sur case noire g1 | Fou noir sur case noire b8 · croix noire sur case noire a7 · croix noire sur case noire c7 · Pion noir sur case noire g7 · croix noire sur case noire d6 · cercle noir sur case noire f6 · cercle noir sur case noire h6 · cercle blanc sur case noire a5 · cercle blanc sur case noire c5 · croix noire sur case noire e5 · Roi blanc sur case noire b4 · croix blanche sur case noire f4 · croix blanche sur case noire h4 · cercle blanc sur case noire a3 · cercle blanc sur case noire c3 · croix noire sur case noire g3 · croix blanche sur case noire d2 · croix noire sur case noire h2 · Cavalier blanc sur case noire g1 | Fou noir sur case noire b8 · croix noire sur case noire a7 · croix noire sur case noire c7 · Pion noir sur case noire g7 · croix noire sur case noire d6 · cercle noir sur case noire f6 · cercle noir sur case noire h6 · cercle blanc sur case noire a5 · cercle blanc sur case noire c5 · croix noire sur case noire e5 · Roi blanc sur case noire b4 · croix blanche sur case noire f4 · croix blanche sur case noire h4 · cercle blanc sur case noire a3 · cercle blanc sur case noire c3 · croix noire sur case noire g3 · croix blanche sur case noire d2 · croix noire sur case noire h2 · Cavalier blanc sur case noire g1 | Fou noir sur case noire b8 · croix noire sur case noire a7 · croix noire sur case noire c7 · Pion noir sur case noire g7 · croix noire sur case noire d6 · cercle noir sur case noire f6 · cercle noir sur case noire h6 · cercle blanc sur case noire a5 · cercle blanc sur case noire c5 · croix noire sur case noire e5 · Roi blanc sur case noire b4 · croix blanche sur case noire f4 · croix blanche sur case noire h4 · cercle blanc sur case noire a3 · cercle blanc sur case noire c3 · croix noire sur case noire g3 · croix blanche sur case noire d2 · croix noire sur case noire h2 · Cavalier blanc sur case noire g1 | 7 |
| 6 | Fou noir sur case noire b8 · croix noire sur case noire a7 · croix noire sur case noire c7 · Pion noir sur case noire g7 · croix noire sur case noire d6 · cercle noir sur case noire f6 · cercle noir sur case noire h6 · cercle blanc sur case noire a5 · cercle blanc sur case noire c5 · croix noire sur case noire e5 · Roi blanc sur case noire b4 · croix blanche sur case noire f4 · croix blanche sur case noire h4 · cercle blanc sur case noire a3 · cercle blanc sur case noire c3 · croix noire sur case noire g3 · croix blanche sur case noire d2 · croix noire sur case noire h2 · Cavalier blanc sur case noire g1 | Fou noir sur case noire b8 · croix noire sur case noire a7 · croix noire sur case noire c7 · Pion noir sur case noire g7 · croix noire sur case noire d6 · cercle noir sur case noire f6 · cercle noir sur case noire h6 · cercle blanc sur case noire a5 · cercle blanc sur case noire c5 · croix noire sur case noire e5 · Roi blanc sur case noire b4 · croix blanche sur case noire f4 · croix blanche sur case noire h4 · cercle blanc sur case noire a3 · cercle blanc sur case noire c3 · croix noire sur case noire g3 · croix blanche sur case noire d2 · croix noire sur case noire h2 · Cavalier blanc sur case noire g1 | Fou noir sur case noire b8 · croix noire sur case noire a7 · croix noire sur case noire c7 · Pion noir sur case noire g7 · croix noire sur case noire d6 · cercle noir sur case noire f6 · cercle noir sur case noire h6 · cercle blanc sur case noire a5 · cercle blanc sur case noire c5 · croix noire sur case noire e5 · Roi blanc sur case noire b4 · croix blanche sur case noire f4 · croix blanche sur case noire h4 · cercle blanc sur case noire a3 · cercle blanc sur case noire c3 · croix noire sur case noire g3 · croix blanche sur case noire d2 · croix noire sur case noire h2 · Cavalier blanc sur case noire g1 | Fou noir sur case noire b8 · croix noire sur case noire a7 · croix noire sur case noire c7 · Pion noir sur case noire g7 · croix noire sur case noire d6 · cercle noir sur case noire f6 · cercle noir sur case noire h6 · cercle blanc sur case noire a5 · cercle blanc sur case noire c5 · croix noire sur case noire e5 · Roi blanc sur case noire b4 · croix blanche sur case noire f4 · croix blanche sur case noire h4 · cercle blanc sur case noire a3 · cercle blanc sur case noire c3 · croix noire sur case noire g3 · croix blanche sur case noire d2 · croix noire sur case noire h2 · Cavalier blanc sur case noire g1 | Fou noir sur case noire b8 · croix noire sur case noire a7 · croix noire sur case noire c7 · Pion noir sur case noire g7 · croix noire sur case noire d6 · cercle noir sur case noire f6 · cercle noir sur case noire h6 · cercle blanc sur case noire a5 · cercle blanc sur case noire c5 · croix noire sur case noire e5 · Roi blanc sur case noire b4 · croix blanche sur case noire f4 · croix blanche sur case noire h4 · cercle blanc sur case noire a3 · cercle blanc sur case noire c3 · croix noire sur case noire g3 · croix blanche sur case noire d2 · croix noire sur case noire h2 · Cavalier blanc sur case noire g1 | Fou noir sur case noire b8 · croix noire sur case noire a7 · croix noire sur case noire c7 · Pion noir sur case noire g7 · croix noire sur case noire d6 · cercle noir sur case noire f6 · cercle noir sur case noire h6 · cercle blanc sur case noire a5 · cercle blanc sur case noire c5 · croix noire sur case noire e5 · Roi blanc sur case noire b4 · croix blanche sur case noire f4 · croix blanche sur case noire h4 · cercle blanc sur case noire a3 · cercle blanc sur case noire c3 · croix noire sur case noire g3 · croix blanche sur case noire d2 · croix noire sur case noire h2 · Cavalier blanc sur case noire g1 | Fou noir sur case noire b8 · croix noire sur case noire a7 · croix noire sur case noire c7 · Pion noir sur case noire g7 · croix noire sur case noire d6 · cercle noir sur case noire f6 · cercle noir sur case noire h6 · cercle blanc sur case noire a5 · cercle blanc sur case noire c5 · croix noire sur case noire e5 · Roi blanc sur case noire b4 · croix blanche sur case noire f4 · croix blanche sur case noire h4 · cercle blanc sur case noire a3 · cercle blanc sur case noire c3 · croix noire sur case noire g3 · croix blanche sur case noire d2 · croix noire sur case noire h2 · Cavalier blanc sur case noire g1 | Fou noir sur case noire b8 · croix noire sur case noire a7 · croix noire sur case noire c7 · Pion noir sur case noire g7 · croix noire sur case noire d6 · cercle noir sur case noire f6 · cercle noir sur case noire h6 · cercle blanc sur case noire a5 · cercle blanc sur case noire c5 · croix noire sur case noire e5 · Roi blanc sur case noire b4 · croix blanche sur case noire f4 · croix blanche sur case noire h4 · cercle blanc sur case noire a3 · cercle blanc sur case noire c3 · croix noire sur case noire g3 · croix blanche sur case noire d2 · croix noire sur case noire h2 · Cavalier blanc sur case noire g1 | 6 |
| 5 | Fou noir sur case noire b8 · croix noire sur case noire a7 · croix noire sur case noire c7 · Pion noir sur case noire g7 · croix noire sur case noire d6 · cercle noir sur case noire f6 · cercle noir sur case noire h6 · cercle blanc sur case noire a5 · cercle blanc sur case noire c5 · croix noire sur case noire e5 · Roi blanc sur case noire b4 · croix blanche sur case noire f4 · croix blanche sur case noire h4 · cercle blanc sur case noire a3 · cercle blanc sur case noire c3 · croix noire sur case noire g3 · croix blanche sur case noire d2 · croix noire sur case noire h2 · Cavalier blanc sur case noire g1 | Fou noir sur case noire b8 · croix noire sur case noire a7 · croix noire sur case noire c7 · Pion noir sur case noire g7 · croix noire sur case noire d6 · cercle noir sur case noire f6 · cercle noir sur case noire h6 · cercle blanc sur case noire a5 · cercle blanc sur case noire c5 · croix noire sur case noire e5 · Roi blanc sur case noire b4 · croix blanche sur case noire f4 · croix blanche sur case noire h4 · cercle blanc sur case noire a3 · cercle blanc sur case noire c3 · croix noire sur case noire g3 · croix blanche sur case noire d2 · croix noire sur case noire h2 · Cavalier blanc sur case noire g1 | Fou noir sur case noire b8 · croix noire sur case noire a7 · croix noire sur case noire c7 · Pion noir sur case noire g7 · croix noire sur case noire d6 · cercle noir sur case noire f6 · cercle noir sur case noire h6 · cercle blanc sur case noire a5 · cercle blanc sur case noire c5 · croix noire sur case noire e5 · Roi blanc sur case noire b4 · croix blanche sur case noire f4 · croix blanche sur case noire h4 · cercle blanc sur case noire a3 · cercle blanc sur case noire c3 · croix noire sur case noire g3 · croix blanche sur case noire d2 · croix noire sur case noire h2 · Cavalier blanc sur case noire g1 | Fou noir sur case noire b8 · croix noire sur case noire a7 · croix noire sur case noire c7 · Pion noir sur case noire g7 · croix noire sur case noire d6 · cercle noir sur case noire f6 · cercle noir sur case noire h6 · cercle blanc sur case noire a5 · cercle blanc sur case noire c5 · croix noire sur case noire e5 · Roi blanc sur case noire b4 · croix blanche sur case noire f4 · croix blanche sur case noire h4 · cercle blanc sur case noire a3 · cercle blanc sur case noire c3 · croix noire sur case noire g3 · croix blanche sur case noire d2 · croix noire sur case noire h2 · Cavalier blanc sur case noire g1 | Fou noir sur case noire b8 · croix noire sur case noire a7 · croix noire sur case noire c7 · Pion noir sur case noire g7 · croix noire sur case noire d6 · cercle noir sur case noire f6 · cercle noir sur case noire h6 · cercle blanc sur case noire a5 · cercle blanc sur case noire c5 · croix noire sur case noire e5 · Roi blanc sur case noire b4 · croix blanche sur case noire f4 · croix blanche sur case noire h4 · cercle blanc sur case noire a3 · cercle blanc sur case noire c3 · croix noire sur case noire g3 · croix blanche sur case noire d2 · croix noire sur case noire h2 · Cavalier blanc sur case noire g1 | Fou noir sur case noire b8 · croix noire sur case noire a7 · croix noire sur case noire c7 · Pion noir sur case noire g7 · croix noire sur case noire d6 · cercle noir sur case noire f6 · cercle noir sur case noire h6 · cercle blanc sur case noire a5 · cercle blanc sur case noire c5 · croix noire sur case noire e5 · Roi blanc sur case noire b4 · croix blanche sur case noire f4 · croix blanche sur case noire h4 · cercle blanc sur case noire a3 · cercle blanc sur case noire c3 · croix noire sur case noire g3 · croix blanche sur case noire d2 · croix noire sur case noire h2 · Cavalier blanc sur case noire g1 | Fou noir sur case noire b8 · croix noire sur case noire a7 · croix noire sur case noire c7 · Pion noir sur case noire g7 · croix noire sur case noire d6 · cercle noir sur case noire f6 · cercle noir sur case noire h6 · cercle blanc sur case noire a5 · cercle blanc sur case noire c5 · croix noire sur case noire e5 · Roi blanc sur case noire b4 · croix blanche sur case noire f4 · croix blanche sur case noire h4 · cercle blanc sur case noire a3 · cercle blanc sur case noire c3 · croix noire sur case noire g3 · croix blanche sur case noire d2 · croix noire sur case noire h2 · Cavalier blanc sur case noire g1 | Fou noir sur case noire b8 · croix noire sur case noire a7 · croix noire sur case noire c7 · Pion noir sur case noire g7 · croix noire sur case noire d6 · cercle noir sur case noire f6 · cercle noir sur case noire h6 · cercle blanc sur case noire a5 · cercle blanc sur case noire c5 · croix noire sur case noire e5 · Roi blanc sur case noire b4 · croix blanche sur case noire f4 · croix blanche sur case noire h4 · cercle blanc sur case noire a3 · cercle blanc sur case noire c3 · croix noire sur case noire g3 · croix blanche sur case noire d2 · croix noire sur case noire h2 · Cavalier blanc sur case noire g1 | 5 |
| 4 | Fou noir sur case noire b8 · croix noire sur case noire a7 · croix noire sur case noire c7 · Pion noir sur case noire g7 · croix noire sur case noire d6 · cercle noir sur case noire f6 · cercle noir sur case noire h6 · cercle blanc sur case noire a5 · cercle blanc sur case noire c5 · croix noire sur case noire e5 · Roi blanc sur case noire b4 · croix blanche sur case noire f4 · croix blanche sur case noire h4 · cercle blanc sur case noire a3 · cercle blanc sur case noire c3 · croix noire sur case noire g3 · croix blanche sur case noire d2 · croix noire sur case noire h2 · Cavalier blanc sur case noire g1 | Fou noir sur case noire b8 · croix noire sur case noire a7 · croix noire sur case noire c7 · Pion noir sur case noire g7 · croix noire sur case noire d6 · cercle noir sur case noire f6 · cercle noir sur case noire h6 · cercle blanc sur case noire a5 · cercle blanc sur case noire c5 · croix noire sur case noire e5 · Roi blanc sur case noire b4 · croix blanche sur case noire f4 · croix blanche sur case noire h4 · cercle blanc sur case noire a3 · cercle blanc sur case noire c3 · croix noire sur case noire g3 · croix blanche sur case noire d2 · croix noire sur case noire h2 · Cavalier blanc sur case noire g1 | Fou noir sur case noire b8 · croix noire sur case noire a7 · croix noire sur case noire c7 · Pion noir sur case noire g7 · croix noire sur case noire d6 · cercle noir sur case noire f6 · cercle noir sur case noire h6 · cercle blanc sur case noire a5 · cercle blanc sur case noire c5 · croix noire sur case noire e5 · Roi blanc sur case noire b4 · croix blanche sur case noire f4 · croix blanche sur case noire h4 · cercle blanc sur case noire a3 · cercle blanc sur case noire c3 · croix noire sur case noire g3 · croix blanche sur case noire d2 · croix noire sur case noire h2 · Cavalier blanc sur case noire g1 | Fou noir sur case noire b8 · croix noire sur case noire a7 · croix noire sur case noire c7 · Pion noir sur case noire g7 · croix noire sur case noire d6 · cercle noir sur case noire f6 · cercle noir sur case noire h6 · cercle blanc sur case noire a5 · cercle blanc sur case noire c5 · croix noire sur case noire e5 · Roi blanc sur case noire b4 · croix blanche sur case noire f4 · croix blanche sur case noire h4 · cercle blanc sur case noire a3 · cercle blanc sur case noire c3 · croix noire sur case noire g3 · croix blanche sur case noire d2 · croix noire sur case noire h2 · Cavalier blanc sur case noire g1 | Fou noir sur case noire b8 · croix noire sur case noire a7 · croix noire sur case noire c7 · Pion noir sur case noire g7 · croix noire sur case noire d6 · cercle noir sur case noire f6 · cercle noir sur case noire h6 · cercle blanc sur case noire a5 · cercle blanc sur case noire c5 · croix noire sur case noire e5 · Roi blanc sur case noire b4 · croix blanche sur case noire f4 · croix blanche sur case noire h4 · cercle blanc sur case noire a3 · cercle blanc sur case noire c3 · croix noire sur case noire g3 · croix blanche sur case noire d2 · croix noire sur case noire h2 · Cavalier blanc sur case noire g1 | Fou noir sur case noire b8 · croix noire sur case noire a7 · croix noire sur case noire c7 · Pion noir sur case noire g7 · croix noire sur case noire d6 · cercle noir sur case noire f6 · cercle noir sur case noire h6 · cercle blanc sur case noire a5 · cercle blanc sur case noire c5 · croix noire sur case noire e5 · Roi blanc sur case noire b4 · croix blanche sur case noire f4 · croix blanche sur case noire h4 · cercle blanc sur case noire a3 · cercle blanc sur case noire c3 · croix noire sur case noire g3 · croix blanche sur case noire d2 · croix noire sur case noire h2 · Cavalier blanc sur case noire g1 | Fou noir sur case noire b8 · croix noire sur case noire a7 · croix noire sur case noire c7 · Pion noir sur case noire g7 · croix noire sur case noire d6 · cercle noir sur case noire f6 · cercle noir sur case noire h6 · cercle blanc sur case noire a5 · cercle blanc sur case noire c5 · croix noire sur case noire e5 · Roi blanc sur case noire b4 · croix blanche sur case noire f4 · croix blanche sur case noire h4 · cercle blanc sur case noire a3 · cercle blanc sur case noire c3 · croix noire sur case noire g3 · croix blanche sur case noire d2 · croix noire sur case noire h2 · Cavalier blanc sur case noire g1 | Fou noir sur case noire b8 · croix noire sur case noire a7 · croix noire sur case noire c7 · Pion noir sur case noire g7 · croix noire sur case noire d6 · cercle noir sur case noire f6 · cercle noir sur case noire h6 · cercle blanc sur case noire a5 · cercle blanc sur case noire c5 · croix noire sur case noire e5 · Roi blanc sur case noire b4 · croix blanche sur case noire f4 · croix blanche sur case noire h4 · cercle blanc sur case noire a3 · cercle blanc sur case noire c3 · croix noire sur case noire g3 · croix blanche sur case noire d2 · croix noire sur case noire h2 · Cavalier blanc sur case noire g1 | 4 |
| 3 | Fou noir sur case noire b8 · croix noire sur case noire a7 · croix noire sur case noire c7 · Pion noir sur case noire g7 · croix noire sur case noire d6 · cercle noir sur case noire f6 · cercle noir sur case noire h6 · cercle blanc sur case noire a5 · cercle blanc sur case noire c5 · croix noire sur case noire e5 · Roi blanc sur case noire b4 · croix blanche sur case noire f4 · croix blanche sur case noire h4 · cercle blanc sur case noire a3 · cercle blanc sur case noire c3 · croix noire sur case noire g3 · croix blanche sur case noire d2 · croix noire sur case noire h2 · Cavalier blanc sur case noire g1 | Fou noir sur case noire b8 · croix noire sur case noire a7 · croix noire sur case noire c7 · Pion noir sur case noire g7 · croix noire sur case noire d6 · cercle noir sur case noire f6 · cercle noir sur case noire h6 · cercle blanc sur case noire a5 · cercle blanc sur case noire c5 · croix noire sur case noire e5 · Roi blanc sur case noire b4 · croix blanche sur case noire f4 · croix blanche sur case noire h4 · cercle blanc sur case noire a3 · cercle blanc sur case noire c3 · croix noire sur case noire g3 · croix blanche sur case noire d2 · croix noire sur case noire h2 · Cavalier blanc sur case noire g1 | Fou noir sur case noire b8 · croix noire sur case noire a7 · croix noire sur case noire c7 · Pion noir sur case noire g7 · croix noire sur case noire d6 · cercle noir sur case noire f6 · cercle noir sur case noire h6 · cercle blanc sur case noire a5 · cercle blanc sur case noire c5 · croix noire sur case noire e5 · Roi blanc sur case noire b4 · croix blanche sur case noire f4 · croix blanche sur case noire h4 · cercle blanc sur case noire a3 · cercle blanc sur case noire c3 · croix noire sur case noire g3 · croix blanche sur case noire d2 · croix noire sur case noire h2 · Cavalier blanc sur case noire g1 | Fou noir sur case noire b8 · croix noire sur case noire a7 · croix noire sur case noire c7 · Pion noir sur case noire g7 · croix noire sur case noire d6 · cercle noir sur case noire f6 · cercle noir sur case noire h6 · cercle blanc sur case noire a5 · cercle blanc sur case noire c5 · croix noire sur case noire e5 · Roi blanc sur case noire b4 · croix blanche sur case noire f4 · croix blanche sur case noire h4 · cercle blanc sur case noire a3 · cercle blanc sur case noire c3 · croix noire sur case noire g3 · croix blanche sur case noire d2 · croix noire sur case noire h2 · Cavalier blanc sur case noire g1 | Fou noir sur case noire b8 · croix noire sur case noire a7 · croix noire sur case noire c7 · Pion noir sur case noire g7 · croix noire sur case noire d6 · cercle noir sur case noire f6 · cercle noir sur case noire h6 · cercle blanc sur case noire a5 · cercle blanc sur case noire c5 · croix noire sur case noire e5 · Roi blanc sur case noire b4 · croix blanche sur case noire f4 · croix blanche sur case noire h4 · cercle blanc sur case noire a3 · cercle blanc sur case noire c3 · croix noire sur case noire g3 · croix blanche sur case noire d2 · croix noire sur case noire h2 · Cavalier blanc sur case noire g1 | Fou noir sur case noire b8 · croix noire sur case noire a7 · croix noire sur case noire c7 · Pion noir sur case noire g7 · croix noire sur case noire d6 · cercle noir sur case noire f6 · cercle noir sur case noire h6 · cercle blanc sur case noire a5 · cercle blanc sur case noire c5 · croix noire sur case noire e5 · Roi blanc sur case noire b4 · croix blanche sur case noire f4 · croix blanche sur case noire h4 · cercle blanc sur case noire a3 · cercle blanc sur case noire c3 · croix noire sur case noire g3 · croix blanche sur case noire d2 · croix noire sur case noire h2 · Cavalier blanc sur case noire g1 | Fou noir sur case noire b8 · croix noire sur case noire a7 · croix noire sur case noire c7 · Pion noir sur case noire g7 · croix noire sur case noire d6 · cercle noir sur case noire f6 · cercle noir sur case noire h6 · cercle blanc sur case noire a5 · cercle blanc sur case noire c5 · croix noire sur case noire e5 · Roi blanc sur case noire b4 · croix blanche sur case noire f4 · croix blanche sur case noire h4 · cercle blanc sur case noire a3 · cercle blanc sur case noire c3 · croix noire sur case noire g3 · croix blanche sur case noire d2 · croix noire sur case noire h2 · Cavalier blanc sur case noire g1 | Fou noir sur case noire b8 · croix noire sur case noire a7 · croix noire sur case noire c7 · Pion noir sur case noire g7 · croix noire sur case noire d6 · cercle noir sur case noire f6 · cercle noir sur case noire h6 · cercle blanc sur case noire a5 · cercle blanc sur case noire c5 · croix noire sur case noire e5 · Roi blanc sur case noire b4 · croix blanche sur case noire f4 · croix blanche sur case noire h4 · cercle blanc sur case noire a3 · cercle blanc sur case noire c3 · croix noire sur case noire g3 · croix blanche sur case noire d2 · croix noire sur case noire h2 · Cavalier blanc sur case noire g1 | 3 |
| 2 | Fou noir sur case noire b8 · croix noire sur case noire a7 · croix noire sur case noire c7 · Pion noir sur case noire g7 · croix noire sur case noire d6 · cercle noir sur case noire f6 · cercle noir sur case noire h6 · cercle blanc sur case noire a5 · cercle blanc sur case noire c5 · croix noire sur case noire e5 · Roi blanc sur case noire b4 · croix blanche sur case noire f4 · croix blanche sur case noire h4 · cercle blanc sur case noire a3 · cercle blanc sur case noire c3 · croix noire sur case noire g3 · croix blanche sur case noire d2 · croix noire sur case noire h2 · Cavalier blanc sur case noire g1 | Fou noir sur case noire b8 · croix noire sur case noire a7 · croix noire sur case noire c7 · Pion noir sur case noire g7 · croix noire sur case noire d6 · cercle noir sur case noire f6 · cercle noir sur case noire h6 · cercle blanc sur case noire a5 · cercle blanc sur case noire c5 · croix noire sur case noire e5 · Roi blanc sur case noire b4 · croix blanche sur case noire f4 · croix blanche sur case noire h4 · cercle blanc sur case noire a3 · cercle blanc sur case noire c3 · croix noire sur case noire g3 · croix blanche sur case noire d2 · croix noire sur case noire h2 · Cavalier blanc sur case noire g1 | Fou noir sur case noire b8 · croix noire sur case noire a7 · croix noire sur case noire c7 · Pion noir sur case noire g7 · croix noire sur case noire d6 · cercle noir sur case noire f6 · cercle noir sur case noire h6 · cercle blanc sur case noire a5 · cercle blanc sur case noire c5 · croix noire sur case noire e5 · Roi blanc sur case noire b4 · croix blanche sur case noire f4 · croix blanche sur case noire h4 · cercle blanc sur case noire a3 · cercle blanc sur case noire c3 · croix noire sur case noire g3 · croix blanche sur case noire d2 · croix noire sur case noire h2 · Cavalier blanc sur case noire g1 | Fou noir sur case noire b8 · croix noire sur case noire a7 · croix noire sur case noire c7 · Pion noir sur case noire g7 · croix noire sur case noire d6 · cercle noir sur case noire f6 · cercle noir sur case noire h6 · cercle blanc sur case noire a5 · cercle blanc sur case noire c5 · croix noire sur case noire e5 · Roi blanc sur case noire b4 · croix blanche sur case noire f4 · croix blanche sur case noire h4 · cercle blanc sur case noire a3 · cercle blanc sur case noire c3 · croix noire sur case noire g3 · croix blanche sur case noire d2 · croix noire sur case noire h2 · Cavalier blanc sur case noire g1 | Fou noir sur case noire b8 · croix noire sur case noire a7 · croix noire sur case noire c7 · Pion noir sur case noire g7 · croix noire sur case noire d6 · cercle noir sur case noire f6 · cercle noir sur case noire h6 · cercle blanc sur case noire a5 · cercle blanc sur case noire c5 · croix noire sur case noire e5 · Roi blanc sur case noire b4 · croix blanche sur case noire f4 · croix blanche sur case noire h4 · cercle blanc sur case noire a3 · cercle blanc sur case noire c3 · croix noire sur case noire g3 · croix blanche sur case noire d2 · croix noire sur case noire h2 · Cavalier blanc sur case noire g1 | Fou noir sur case noire b8 · croix noire sur case noire a7 · croix noire sur case noire c7 · Pion noir sur case noire g7 · croix noire sur case noire d6 · cercle noir sur case noire f6 · cercle noir sur case noire h6 · cercle blanc sur case noire a5 · cercle blanc sur case noire c5 · croix noire sur case noire e5 · Roi blanc sur case noire b4 · croix blanche sur case noire f4 · croix blanche sur case noire h4 · cercle blanc sur case noire a3 · cercle blanc sur case noire c3 · croix noire sur case noire g3 · croix blanche sur case noire d2 · croix noire sur case noire h2 · Cavalier blanc sur case noire g1 | Fou noir sur case noire b8 · croix noire sur case noire a7 · croix noire sur case noire c7 · Pion noir sur case noire g7 · croix noire sur case noire d6 · cercle noir sur case noire f6 · cercle noir sur case noire h6 · cercle blanc sur case noire a5 · cercle blanc sur case noire c5 · croix noire sur case noire e5 · Roi blanc sur case noire b4 · croix blanche sur case noire f4 · croix blanche sur case noire h4 · cercle blanc sur case noire a3 · cercle blanc sur case noire c3 · croix noire sur case noire g3 · croix blanche sur case noire d2 · croix noire sur case noire h2 · Cavalier blanc sur case noire g1 | Fou noir sur case noire b8 · croix noire sur case noire a7 · croix noire sur case noire c7 · Pion noir sur case noire g7 · croix noire sur case noire d6 · cercle noir sur case noire f6 · cercle noir sur case noire h6 · cercle blanc sur case noire a5 · cercle blanc sur case noire c5 · croix noire sur case noire e5 · Roi blanc sur case noire b4 · croix blanche sur case noire f4 · croix blanche sur case noire h4 · cercle blanc sur case noire a3 · cercle blanc sur case noire c3 · croix noire sur case noire g3 · croix blanche sur case noire d2 · croix noire sur case noire h2 · Cavalier blanc sur case noire g1 | 2 |
| 1 | Fou noir sur case noire b8 · croix noire sur case noire a7 · croix noire sur case noire c7 · Pion noir sur case noire g7 · croix noire sur case noire d6 · cercle noir sur case noire f6 · cercle noir sur case noire h6 · cercle blanc sur case noire a5 · cercle blanc sur case noire c5 · croix noire sur case noire e5 · Roi blanc sur case noire b4 · croix blanche sur case noire f4 · croix blanche sur case noire h4 · cercle blanc sur case noire a3 · cercle blanc sur case noire c3 · croix noire sur case noire g3 · croix blanche sur case noire d2 · croix noire sur case noire h2 · Cavalier blanc sur case noire g1 | Fou noir sur case noire b8 · croix noire sur case noire a7 · croix noire sur case noire c7 · Pion noir sur case noire g7 · croix noire sur case noire d6 · cercle noir sur case noire f6 · cercle noir sur case noire h6 · cercle blanc sur case noire a5 · cercle blanc sur case noire c5 · croix noire sur case noire e5 · Roi blanc sur case noire b4 · croix blanche sur case noire f4 · croix blanche sur case noire h4 · cercle blanc sur case noire a3 · cercle blanc sur case noire c3 · croix noire sur case noire g3 · croix blanche sur case noire d2 · croix noire sur case noire h2 · Cavalier blanc sur case noire g1 | Fou noir sur case noire b8 · croix noire sur case noire a7 · croix noire sur case noire c7 · Pion noir sur case noire g7 · croix noire sur case noire d6 · cercle noir sur case noire f6 · cercle noir sur case noire h6 · cercle blanc sur case noire a5 · cercle blanc sur case noire c5 · croix noire sur case noire e5 · Roi blanc sur case noire b4 · croix blanche sur case noire f4 · croix blanche sur case noire h4 · cercle blanc sur case noire a3 · cercle blanc sur case noire c3 · croix noire sur case noire g3 · croix blanche sur case noire d2 · croix noire sur case noire h2 · Cavalier blanc sur case noire g1 | Fou noir sur case noire b8 · croix noire sur case noire a7 · croix noire sur case noire c7 · Pion noir sur case noire g7 · croix noire sur case noire d6 · cercle noir sur case noire f6 · cercle noir sur case noire h6 · cercle blanc sur case noire a5 · cercle blanc sur case noire c5 · croix noire sur case noire e5 · Roi blanc sur case noire b4 · croix blanche sur case noire f4 · croix blanche sur case noire h4 · cercle blanc sur case noire a3 · cercle blanc sur case noire c3 · croix noire sur case noire g3 · croix blanche sur case noire d2 · croix noire sur case noire h2 · Cavalier blanc sur case noire g1 | Fou noir sur case noire b8 · croix noire sur case noire a7 · croix noire sur case noire c7 · Pion noir sur case noire g7 · croix noire sur case noire d6 · cercle noir sur case noire f6 · cercle noir sur case noire h6 · cercle blanc sur case noire a5 · cercle blanc sur case noire c5 · croix noire sur case noire e5 · Roi blanc sur case noire b4 · croix blanche sur case noire f4 · croix blanche sur case noire h4 · cercle blanc sur case noire a3 · cercle blanc sur case noire c3 · croix noire sur case noire g3 · croix blanche sur case noire d2 · croix noire sur case noire h2 · Cavalier blanc sur case noire g1 | Fou noir sur case noire b8 · croix noire sur case noire a7 · croix noire sur case noire c7 · Pion noir sur case noire g7 · croix noire sur case noire d6 · cercle noir sur case noire f6 · cercle noir sur case noire h6 · cercle blanc sur case noire a5 · cercle blanc sur case noire c5 · croix noire sur case noire e5 · Roi blanc sur case noire b4 · croix blanche sur case noire f4 · croix blanche sur case noire h4 · cercle blanc sur case noire a3 · cercle blanc sur case noire c3 · croix noire sur case noire g3 · croix blanche sur case noire d2 · croix noire sur case noire h2 · Cavalier blanc sur case noire g1 | Fou noir sur case noire b8 · croix noire sur case noire a7 · croix noire sur case noire c7 · Pion noir sur case noire g7 · croix noire sur case noire d6 · cercle noir sur case noire f6 · cercle noir sur case noire h6 · cercle blanc sur case noire a5 · cercle blanc sur case noire c5 · croix noire sur case noire e5 · Roi blanc sur case noire b4 · croix blanche sur case noire f4 · croix blanche sur case noire h4 · cercle blanc sur case noire a3 · cercle blanc sur case noire c3 · croix noire sur case noire g3 · croix blanche sur case noire d2 · croix noire sur case noire h2 · Cavalier blanc sur case noire g1 | Fou noir sur case noire b8 · croix noire sur case noire a7 · croix noire sur case noire c7 · Pion noir sur case noire g7 · croix noire sur case noire d6 · cercle noir sur case noire f6 · cercle noir sur case noire h6 · cercle blanc sur case noire a5 · cercle blanc sur case noire c5 · croix noire sur case noire e5 · Roi blanc sur case noire b4 · croix blanche sur case noire f4 · croix blanche sur case noire h4 · cercle blanc sur case noire a3 · cercle blanc sur case noire c3 · croix noire sur case noire g3 · croix blanche sur case noire d2 · croix noire sur case noire h2 · Cavalier blanc sur case noire g1 | 1 |
|   | a | b | c | d | e | f | g | h |   |

## Règles

### Pions
- Les pions se déplacent comme les pions dans les dames : ils se déplacent, sans manger, d'une case en diagonale vers l'avant, mais mangent en sautant deux cases en diagonale vers l'avant par-dessus un pion ennemi jusqu'à une case vide, supprimant ainsi le pion ennemi. Si la capture est possible, elle est obligatoire.
- Les rois se déplacent comme les dames dans les dames anglaises : c'est le même mouvement qu'un pion dans ce jeu, mais en plus, le roi peut également se déplacer et manger en diagonale vers l'arrière. Si la capture d'un ou plusieurs pions est possible, elle est obligatoire.
- Le fou se déplace et mange exactement comme aux échecs normaux. La capture n'est pas obligatoire.
- Le chameau [Golomb l'appelait « the cook » (le cuisinier en français)] a une sorte de mouvement de chevalier étendu : il avance d'une case en diagonale et de deux cases en lignes droites. Grâce à ce mouvement, il peut sauter par-dessus d'autres pièces, (comme un chevalier saute), mais le chameau mange en se déplaçant sur la case sur laquelle se trouve le pion ennemi. La capture n'est pas obligatoire.

### Promotion
Lorsqu'un pion atteint la dernière ligne du plateau, le pion peut être promu au rang de roi, de fou ou de chameau.

### Position de départ
- Blancs: Rois c1, e1 ; Fou a1 ; Chameau g1 ; Pions a3, b2, c3, d2, e3, f2, g3, h2.
- Noirs : Rois d8, f8, Fou h8 ; Chameau b8; Pions a7, b6, c7, d6, e7, f6, g7, h6.

Les noirs jouent en premier.

### Conditions de victoire
Le joueur qui capture tous les rois adverses remporte la partie. De plus, un joueur qui ne peut effectuer aucun déplacement (qui est bloqué) perd la partie.